# Казореццо
Казореццо (итал. Casorezzo) — коммуна в Италии, в провинции Милан области Ломбардия.
Население составляет 4628 человек, плотность населения составляет 771 чел./км². Занимает площадь 6 км². Почтовый индекс — 20010. Телефонный код — 02.
Покровителем коммуны почитается святой великомученик Георгий, празднование 23 апреля.